# Mandocythere
Mandocythere is een geslacht van uitgestorven kreeftachtigen uit de klasse van de Ostracoda (mosselkreeftjes).

## Soorten
- Mandocythere (Costacythere) perchoisensis (Damotte, 1973) Ainsworth, 1986 †
- Mandocythere howei (Malz, 1974) Gruendel, 1978 †
- Mandocythere lapparenti (Damotte & Grosdidier, 1963) Damotte, 1981 †
- Mandocythere ornata Weaver, 1982 †
- Mandocythere prisca (Donze, 1968) Gruendel, 1973 †